# Saint-Séglin
Saint-Séglin település Franciaországban, Ille-et-Vilaine megyében. Lakosainak száma 600 fő (2022. január 1.). Saint-Séglin Bruc-sur-Aff, Pipriac, Carentoir és Val d'Anast községekkel határos.

## Népesség
A település népessége az elmúlt években az alábbi módon változott:
| Lakosok száma | 512  | 411  | 409  | 456  | 516  | 546  | 566  | 584  | 587  | 600  |
|               | 1968 | 1982 | 1990 | 2006 | 2013 | 2015 | 2017 | 2019 | 2020 | 2022 |